# Чубаров, Леонид Архипович
Леонид Архипович Чубаров (6 июня 1925, Дмитриевск, Донецкая губерния, Украинская ССР — 8 октября 1980, Москва, СССР) — советский актёр театра и кино.

## Биография
В 1943 году поступил в артиллерийское училище, окончив которое, отправился на фронт. После демобилизации, в 1946—1950 годах — обучался на актёрском факультете Театрального училища имени М. С. Щепкина, ученик К. А. Зубова. После окончания Щепкинского училища — актёр Малого театра, позже несколько лет работал в Русском драматическом театре в Латвии. С 1958 года выступал на сцене московского Театра-студии киноактёра. Дебютировал в кино в 1950 году. Амплуа — положительные герои — простые рабочие, военные, милиционеры.
Умер 8 октября 1980 года от болезни почек. Похоронен в колумбарии на Донском кладбище.

## Фильмография
- 1950 — Донецкие шахтёры — молодой шахтёр
- 1953 — Застава в горах — парень с куклой
- 1956 — Бессмертный гарнизон — пограничник
- 1956 — Сердце бьётся вновь… — сержант Быстров
- 1956 — Полюшко-поле — член бюро (нет в титрах)
- 1957 — Высота — Вася Хаенко, монтажник
- 1957 — Девушка без адреса — Фомин, начальник станции
- 1957 — К Чёрному морю — инспектор ОРУД
- 1957 — Цель его жизни — Козлик, автоинспектор (нет в титрах)
- 1958 — Матрос с «Кометы» — Вася, кок буксира «Комета»
- 1958 — Над Тиссой — старшина Волошенко, пограничник
- 1959 — Баллада о солдате — старшина Мосько
- 1959 — Люди на мосту — Евдокимов, тракторист
- 1959 — Майские звёзды — Коля, танкист
- 1959 — Солнце светит всем — Морозов, солдат в поезде
- 1960 — Бессонная ночь — Шилов
- 1960 — Из Лебяжьего сообщают (короткометражный) — Грай
- 1960 — Операция «Кобра» — капитан Ермаков, начальник заставы
- 1960 — Русский сувенир — Иванов, шофёр
- 1961 — Битва в пути — Кондрат
- 1961 — Жизнь сначала — Виктор Скворцов
- 1962 — Мой младший брат — Кузя
- 1962 — Перекрёсток — Медведев
- 1963 — Город — одна улица — Коваленко
- 1964 — Дайте жалобную книгу — милиционер
- 1964 — Пядь земли — Синюков
- 1964 — Трудный переход — Семён
- 1965 — Музыканты одного полка — Рогачёв, подпольщик
- 1965 — Пакет — Котёночкин, белый казак
- 1966 — Королевская регата — Коробочка, тренер
- 1967 — Путь в «Сатурн» — эпизод
- 1967 — Конец «Сатурна» — эпизод
- 1967 — Татьянин день — зритель на концерте (нет в титрах)
- 1968 — Взрыв после полуночи — морячок
- 1968 — Новые приключения неуловимых — шпик
- 1969 — Песнь о Маншук — Бульба
- 1970 — На дальней точке — майор-инспектор
- 1970 — Опекун — продавец овощей
- 1971 — Большие перегоны — машинист Максим, тромбонист ансамбля самодеятельности
- 1971 — Старики-разбойники — домоуправ (нет в титрах)
- 1972 — Опасное путешествие (короткометражный) — водитель
- 1973 — Бесстрашный атаман — казак-спорщик
- 1973 — Инженер Прончатов — администратор ресторана (нет в титрах)
- 1973 — Сибирский дед — эпизод
- 1974 — Стоянка — три часа — посетитель столовой
- 1974 — Три дня в Москве — метростроевец Руденко, фронтовой друг Степанова
- 1975 — На край света… — жуликоватый заведующий
- 1976 — Сказ про то, как царь Пётр арапа женил — придворный
- 1976 — По волчьему следу — антоновец (нет в титрах)
- 1978 — В день праздника — Семён
- 1978 — Емельян Пугачёв — поручик
- 1978 — Предварительное расследование — Василий Иванович Завьялов
- 1979 — Экипаж — пассажир в пледе